# Fähre Moritzdorf

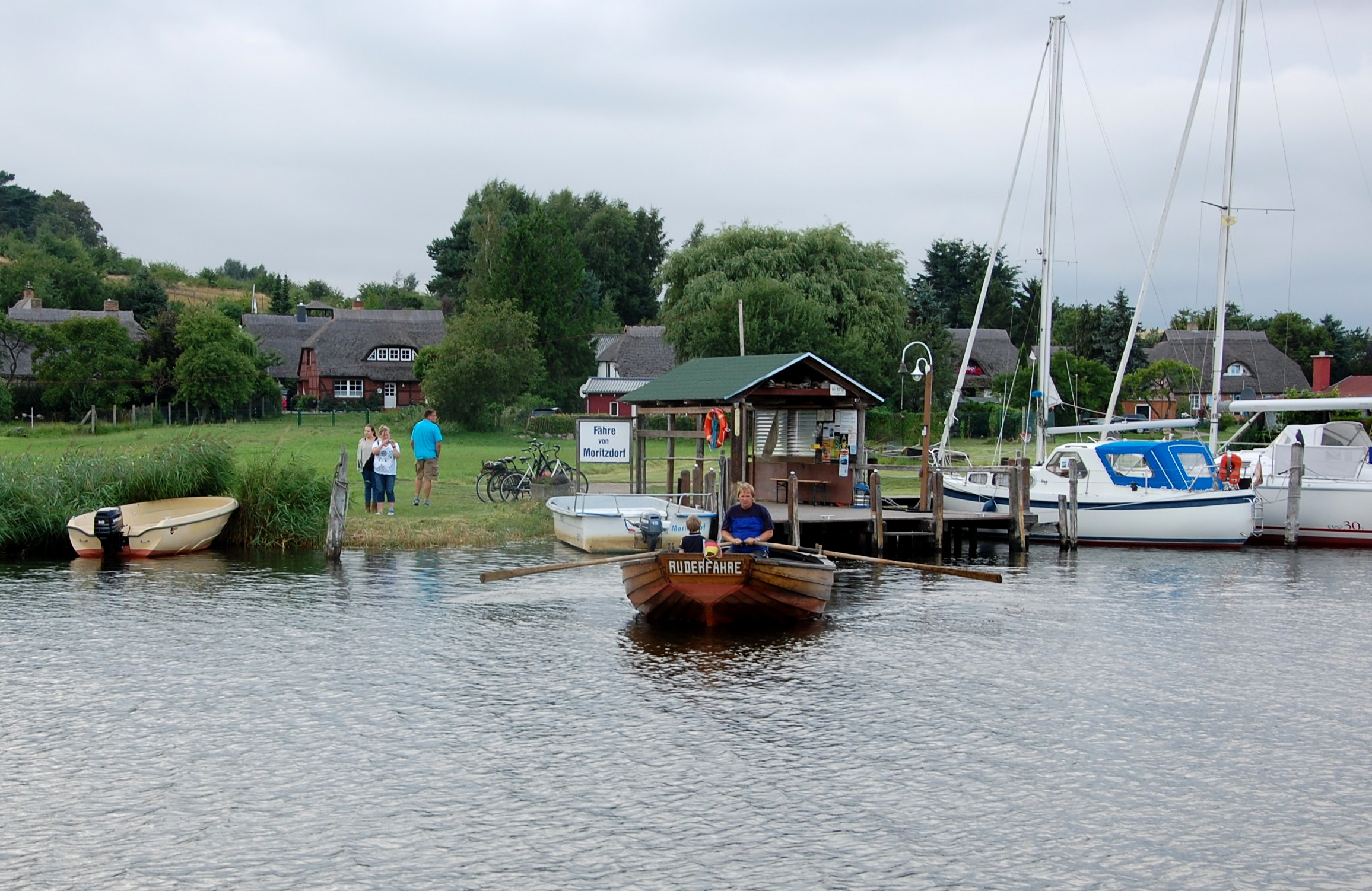
Fähre Moritzdorf, Blick vom Baaber Bollwerk

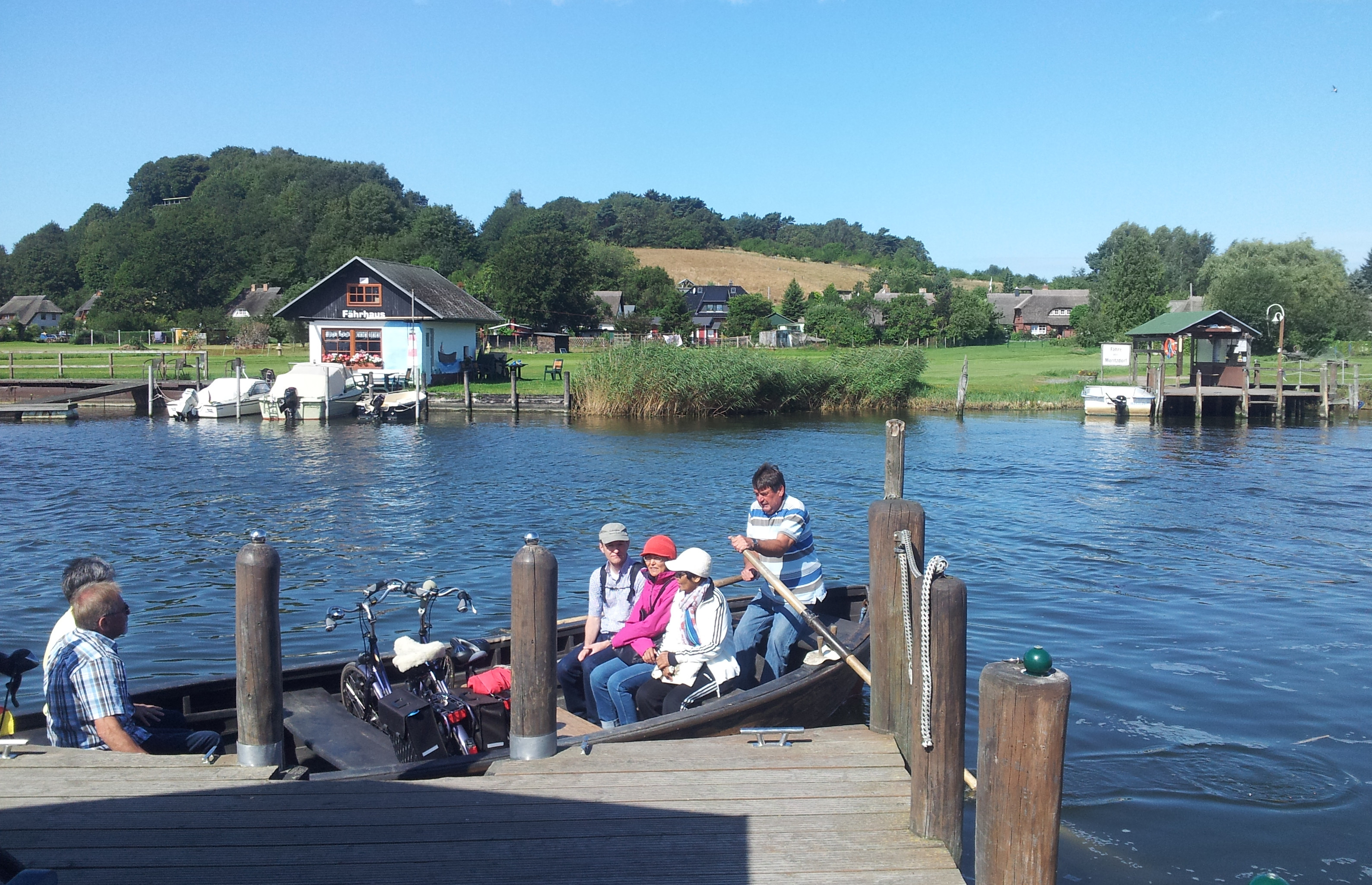
Fähre Moritzdorf mit Fährhaus und beiden Anlegestellen

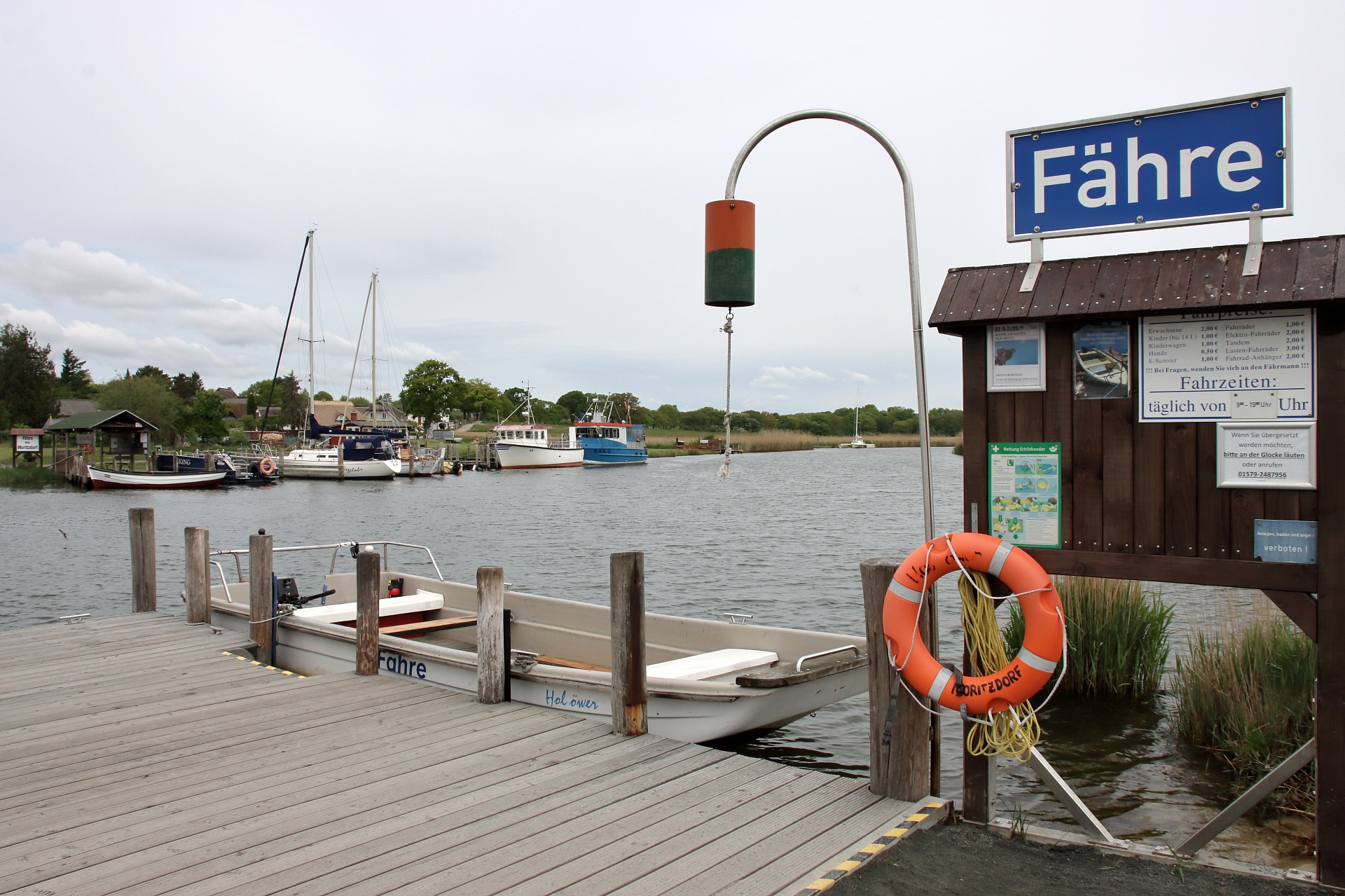
Fähre Hol öwer am Anleger in Baabe. Mit der Glocke wird die Fähre traditionell gerufen. Mit dem Smartphone geht es inzwischen auch.

Die Fähre Moritzdorf ist eine Personenfähre über die Baaber Bek auf Rügen in Mecklenburg-Vorpommern.
Sie verbindet den zur Gemeinde Sellin gehörenden Ortsteil Moritzdorf westlich der Baaber Bek mit dem östlich gelegenen Baaber Bollwerk der Gemeinde Baabe. Ohne Fähre müsste ein acht Kilometer langer Umweg um den nördlich gelegenen Selliner See genommen werden. Als Fähre dient ein hölzernes Ruderboot, das vom Fährmann über die nur etwa 50 Meter breite Baaber Bek gerudert wird. Es existiert aber auch ein auf den Namen Hol öwer getauftes Kunststoffboot mit Außenbordmotor. Die Fähre bietet maximal 15 Fahrgästen Platz und ist eine der kleinsten Fähren in Deutschland. Auch Fahrräder und Kinderwagen werden mit übergesetzt.
Die Fährverbindung besteht seit dem Jahr 1891. Erster Inhaber der Fähre war der Händler Martin Looks. Zwar gab es ab 1887 Pläne für den Bau einer Brücke, diese wurden jedoch nicht umgesetzt. Innerhalb der ganzjährigen Fährzeiten verkehrt die Fähre nach Bedarf. Die Fährgäste rufen die Fähre durch Schlagen eines Metallrohrs oder durch Rufen. Auch eine Mobilfunknummer ist ausgewiesen. In der Vergangenheit bestand ein Klingelzug, um den Fährmann zu rufen.